# ダイムラー・ベンツ DB 600

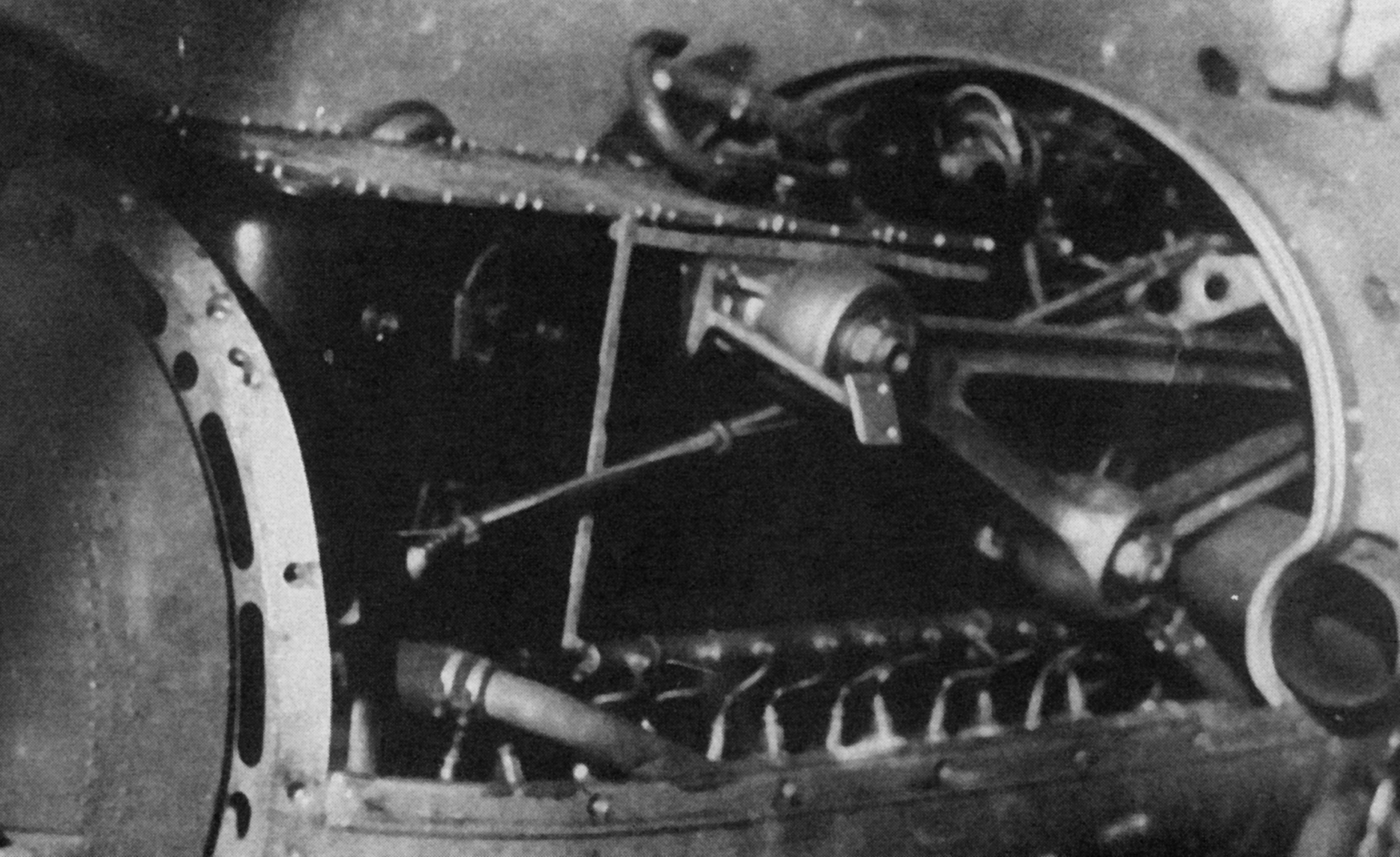

DB600は、第二次世界大戦中に製造されたドイツの航空機用レシプロエンジンである。
ダイムラー・ベンツが開発し、メッサーシュミット Bf110やハインケル He111に搭載された液冷式倒立V型12気筒エンジンで、燃料直接噴射を取り入れたダイムラー・ベンツ DB 601などに発展した結果、大戦中に使用された大部分のエンジンがこれを基礎にして製造されたDB 600シリーズであった。

## 仕様
- 全長：1,727 mm (68 in)
- 空虚重量：560 kg (1,235 lb)
- 弁機構 : 1バンクに対して1カムシャフトのSOHC
- シリンダー内径（ボア） ：150 mm (5.91 in)
- シリンダー行程（ストローク） ：160 mm (6.30 in)
- 過給機：ギア駆動 一段・一速式 遠心型過給機
- 総排気量：33,929 cc(2,070 in3)
- 出力：770 hp (575 kW) - 1,000 hp (735 kW)
- 圧縮比：6.8:1
- 出力重量比：1.20 kW/kg (0.73 hp/lb)
- 乾燥重量：545kg
- 燃料：87オクタンガソリン
- 燃料機構：キャブレター
- 潤滑油機構：ドライサンプ 及び 圧縮機、ポンプ機2基